# Watson (serie televisiva)
Watson è una serie televisiva statunitense di genere giallo poliziesco, trasmessa negli Stati Uniti sulla CBS dal 26 gennaio 2025. In Italia è trasmessa in chiaro su Canale 5.
La serie è basata su una rilettura in chiave moderna del personaggio di Watson di sir Arthur Conan Doyle, riambientando a New York le sue indagini.

## Trama
Un anno dopo l'apparente morte di Sherlock Holmes per mano del suo acerrimo nemico Moriarty a Reichenbach Falls ("Il problema finale"), il dottor John Watson riprende la sua attività medica aprendo la "Holmes Clinic" a Pittsburgh per curare pazienti con problemi strani e non identificabili. Ben presto, tuttavia, Watson deve affrontare il suo passato quando emergono prove che indicano che Moriarty è ancora vivo.

## Episodi
| Stagione       | Episodi | Prima TV USA | Prima TV Italia |
| -------------- | ------- | ------------ | --------------- |
| Prima stagione | 13      | 2025         | 2025            |

## Personaggi e interpreti

### Personaggi principali
- Dr. John Watson, interpretato da Morris Chestnut. Genetista clinico ed ex detective consulente londinese che dirige la Holmes Clinic di Pittsburgh, in Pennsylvania. Per aiutare i casi dei suoi pazienti, applica un tipo specifico e incisivo di ragionamento deduttivo che ha imparato durante gli anni di lavoro con Sherlock Holmes.
- Ingrid Derian, interpretata da Eve Harlow. Neurologa distaccata ma altamente competente, con un passato enigmatico. Ha un rapporto precario con i colleghi a causa dei suoi modi freddi e dei metodi discutibili.
- Stephens Croft e Adam Croft, interpretati da Peter Mark Kendall. Fratelli gemelli identici che lavorano come specialisti di malattie infettive e di medicina funzionale alla clinica. Stephens, laureato alla Johns Hopkins, è uno stacanovista emotivamente chiuso; Adam, che ha studiato alla Boston University, parla troppo. Il loro rapporto è teso perché Adam sta frequentando l’ex fidanzata di Stephens.
- Sasha Lubbock, interpretata da Inga Schlingmann. Affabile specialista in reumatologia e immunologia. È divisa tra i suoi genitori biologici provenienti dalla Cina e la famiglia adottiva di Dallas.
- Shinwell Johnson, interpretato da Ritchie Coster. Ex criminale di Londra e conoscente di Holmes e Watson che lavora come assistente amministrativo della clinica; i suoi contatti si rivelano spesso molto utili al team.
- Mary Morstan, interpretata da Rochelle Aytes. Stimata chirurga della East Coast e moglie separata di Watson, è la direttrice sanitaria della clinica. Nonostante l’imminente divorzio, mantiene con Watson un rapporto professionale proficuo, fungendo da voce della ragione e cercando di frenare i suoi metodi più irregolari.

## Produzione
Nel marzo 2025, Watson è stato rinnovato per una seconda stagione, la cui messa in onda era originariamente prevista per gennaio 2026, ma è stata anticipata al 13 ottobre 2025.